# ياردة مكعب
ياردة مكعب ( بالانكليزية cubic yard ) وحدة حجم مكافئة لحجم مكعب من جانب ياردة  . اختصارها هو yd ³ أو cu yd .
يستخدم في الولايات المتحدة والمملكة المتحدة و في دول أنجلوسفير
يساوي في الطول 0,9144 م، في المساحة 0,8362 م2 و في الحجم 0,7646 م3 

## المعادلات
1 ياردة مكعبة ما يعادل
= 27 قدم مكعب
= 46656 بوصة مكعبة
= 168,18 غالون الأمبراطوري
= 201,98 غالون الأمريكي
= 764,56 لتر
= 764555 ميليتر
= 25852,5 أونصة سائلة الأمريكية
= 26907,27 أونصة سائلة البريطانية